# فرازير براون
فرازير براون (بالإنجليزية: Fraser Brown)‏ هو لاعب اتحاد الرغبي بريطاني، ولد في 20 يونيو 1989 في لانارك ‏ في المملكة المتحدة.

## وصلات خارجية
- فرازير براون عل موقع إسبنسكروم (الإنجليزية)
- فرازير براون على موقع ItsRugby.co.uk (الإنجليزية)